# Per Eklund
Pour les articles homonymes, voir Eklund.
Per Eklund, dit Pekka, né le 21 juin 1946 à Skönnerud (Koppom, Värmland) est un pilote de rallye et de rallycross suédois, habitant de Arvika.

## Biographie

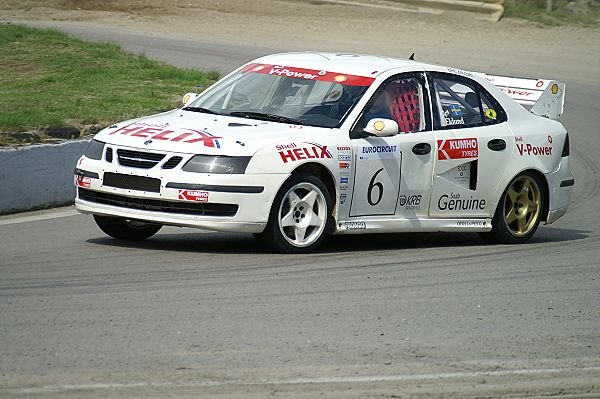
Per Eklund sur Saab 9-3 en 2006

Sa carrière en course automobile débute en 1968 sur Saab 96 V4.
Il devient pilote d'usine pour Saab de 1970 à 1979, remportant 270 points en WRC (meilleur classement: 5e en 1982), pour 13 podiums, et 73 victoires d'étapes spéciales en 83 départs, de 1973 (Suède) à 1997 (RAC Rally), soit près d'un quart de siècle de présence au niveau mondial, ralentissant sa présence en compétition seulement au début des années 1990.
Per Eklund remporte le tout premier rallye-cross de Suède, en 1971 à Hedemora (un 17 octobre).
Après avoir quitté Saab (sauf en rallye-cross, où tous ses succès furent glânés avec la marque nationale), il conduit pour Nissan, Austin Rover, et Subaru, pour finir sa carrière de rallyman au RAC rally de 1997.

## Palmarès

### Rallycross
- Champion d'Europe FIA, en 1999 sur Saab 9-3 T16 4x4 ;
- Champion de Suède en 2004 ; 
  - Vice-champion d'Europe en 1998, 2002 et 2003 ;
  - 3e du championnat d'Europe en 2000 et 2001 ;
  - 4e du championnat d'Europe en 1974 ;
  - 7e du championnat d'Europe en 1973 (1re édition).

### Titres
- Champion de Suède des rallyes, en 1978 (2e Stig Blomqvist) ;
- Champion de Norvège des rallyes d'hivers (Groupe N), en 1969 et 1971, sur Saab 96 V4 ;
  - 4e du championnat d'Angleterre des rallyes, en 1983 et 1984;

### Victoires
- Rallye Firestone (Espagne), en 1972 sur Saab 96 V4 ;
- Rallye Texaco des Pays-Bas, en 1972 sur Saab 96 V4 ;
- Rallye Jämt (ERC), en 1974 sur Saab 96 V4 (copilote Björn Cederberg) ;
- Rallye de Suède (WRC), en 1976 sur Saab 96 V4 (copilote Björn Cederberg) ;
- Rallye saxon de la baltique, en 1979 sur Volkswagen Golf GTi (copilote Hans Sylvan);
- Rallye international du Valais, en 1980 sur Toyota Celica 2000 GT (copilote Hans Sylvan) ;
- Rallye du sud de la Suède, en 1985 sur Audi Quattro S2 (copilote  Dave Whittock) ;

### Autres podiums en WRC
- - 2e du rallye de Côte d'Ivoire, en 1981 et 1982 sur Toyota Celica 2000GT ;
  - 2e du rallye du Portugal, en 1982 sur Toyota Celica 2000GT ;
  - 2e du rallye de Nouvelle-Zélande, en 1982 sur Toyota Celica 2000GT ;
  - 2e du rallye de Suède, en 1973 sur Saab 96 V4, et 1989, sur Lancia Delta HF integrale ;
  - 3e du rallye Alpenfahrt d'Autriche, en 1972 et 1973 sur Saab 96 V4 ;
  - 3e du rallye de Finlande, en 1980 sur Triumph TR7 V8 ;
  - 3e du rallye de Côte d'Ivoire, en 1983 sur Toyota Celica TCT ;
  - 3e du rallye de Suède, en 1984 sur Audi Quattro A2 ;
  - 3e du RAC rally de Grande-Bretagne, en 1984 sur Toyota Celica TCT ;
  - 3e du Safari rally du Kenya, en 1988 sur Nissan 200SX ;
  - 3e du rallye d'Hunsrück, en 1991 sur Lancia Delta HF integrale.

### Course de côte
- Pikes Peak International Hill Climb :
  - 2000 : vainqueur de classe (Open), en 4 roues motrices, sur Saab 9-3 Viggen 4x4, avec le meilleur temps, 11 min 21 s 58 (record encore valide en 2011);
  - 2002 : vainqueur sans limite de classe sur Saab 9-3 Viggen 4x4, en 11 min 47 s 45 (2e Stig Blomqvist, à 34 secondes).